# Tom Sermanni
Thomas Dorby "Tom" Sermanni (Glasgow, 1 de julho de 1954) é um ex-futebolista e treinador escocês que atuava como meia.

## Carreira
Tom Sermanni comandou a Seleção Australiana de Futebol Feminino de 2005 a 2012 e por um breve período os EUA em 2013-2014. 